# 中国科技网
中国科技网（英文：China Science and Technology Network，CSTNET，简称科技网）是一个位于中华人民共和国，在中国科学院领导下建立的学术性、非盈利互联网络，是中国的骨干互联网运营商之一。其前身为1989年中国国家计委立项的“中关村教育与科研示范网络”（NCFC），1994年4月，NCFC与美国NSFNET直接互联，实现了中国与国际互联网的首次全功能网络连接。1996年2月，以NCFC为基础发展起来的中国科学院院网（CASNET）更名为中国科技网（CSTNET）。
中国科技网主要承担中科院各分院、研究所及大学的互联工作。根据中国互联网信息中心的报告，截至2019年12月，中国科技网拥有114,688 Mbps 的国际出口带宽。